# یوسیپ یلاچیچ
گراف یوسیپ یلاچیچ بوزیم (کرواتی: Josip Jelačić of Bužim، زادهٔ ۱۶ اکتبر ۱۸۰۱ در پترو وارادین – درگذشتهٔ ۲۰ مه ۱۸۵۹ در زاگرب) سیاستمدار، ستوان فیلد مارشال و از ۲۳ مه ۱۸۴۸ تا ۱۹ مه ۱۸۵۹ بان کرواسی بود. او قهرمان ملی کرواسی است؛ تصویر وی روی اسکناس ۲۰ کونایی کرواسی قرار دارد.
یلاچیچ از افسران برجستهٔ ارتش بود و به دلیل کارزارهای نظامی و نقشش در شکست انقلاب ۱۸۴۸ مجارستان و لغو رعیت‌داری در کرواسی مشهور است.

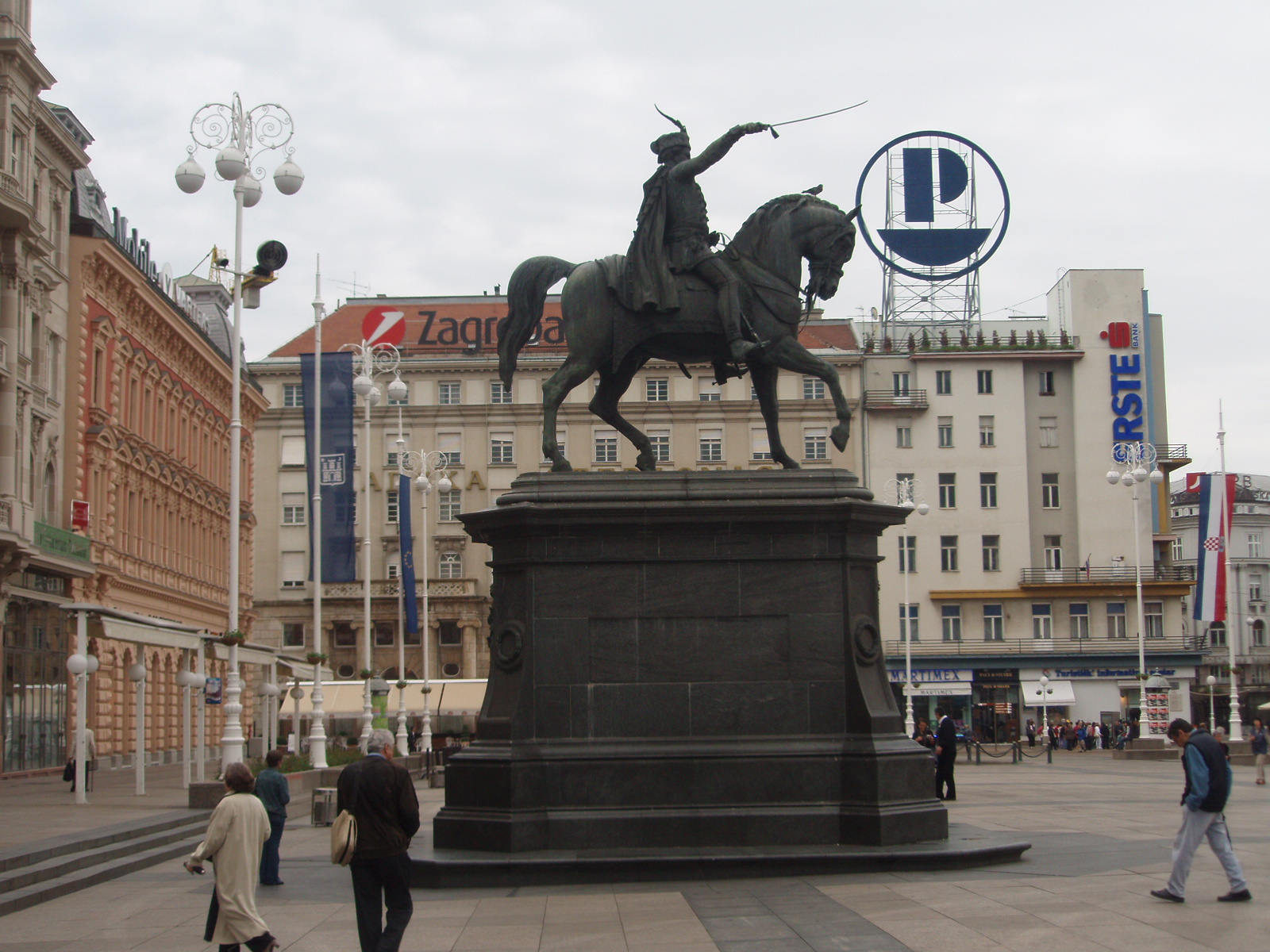
میدان مرکزی زاگرب به‌نام یلاچیچ

میدان اصلی زاگرب، به نام او میدان یلاچیچ نام‌گذاری شده‌است. این میدان در ۱۸۴۸ به این نام انتخاب شد و مجسمه‌ای از او سوار بر اسب در ۱۸۶۶ ساخته شد. ابتدا او نیزه‌اش را به سمت مجارستان نشانه گرفته‌بود اما بعدها جهت نیزه اصلاح شد.